# 逗葉
逗葉（ずよう）は、神奈川県の地域名のひとつ。

## 領域
- 逗子市
- 三浦郡葉山町

## 「逗葉」を冠するもの
- 逗葉新道
- 神奈川県立逗葉高等学校
- 逗葉医師会
- 逗葉歯科医師会
- 逗葉地域医療センター